# 熊本県道・福岡県道127号岩野黒木線
熊本県道・福岡県道127号岩野黒木線（くまもとけんどう・ふくおかけんどう127ごう いわのくろぎせん）は、熊本県山鹿市から福岡県八女市に至る一般県道である。

## 概要
熊本県山鹿市鹿北町岩野から福岡県八女市黒木町桑原に至る。
県境の陣床峠前後区間は幅員が狭く、特に福岡県側は非常に勾配のある未整備区間が存在する。県境の熊本県側のすぐ近くにグリーンピア八女方面への迂回路が用意されており、迂回路を経由して県境を通過するドライバーが多い。熊本県側は幅員の面を除いてほぼ整備された道路を通行できる。

### 路線データ
- 起点：熊本県山鹿市鹿北町岩野（福岡県道・熊本県道13号黒木鹿北線交点）
- 終点：福岡県八女市黒木町桑原（中籠交差点、国道442号交点）

## 地理

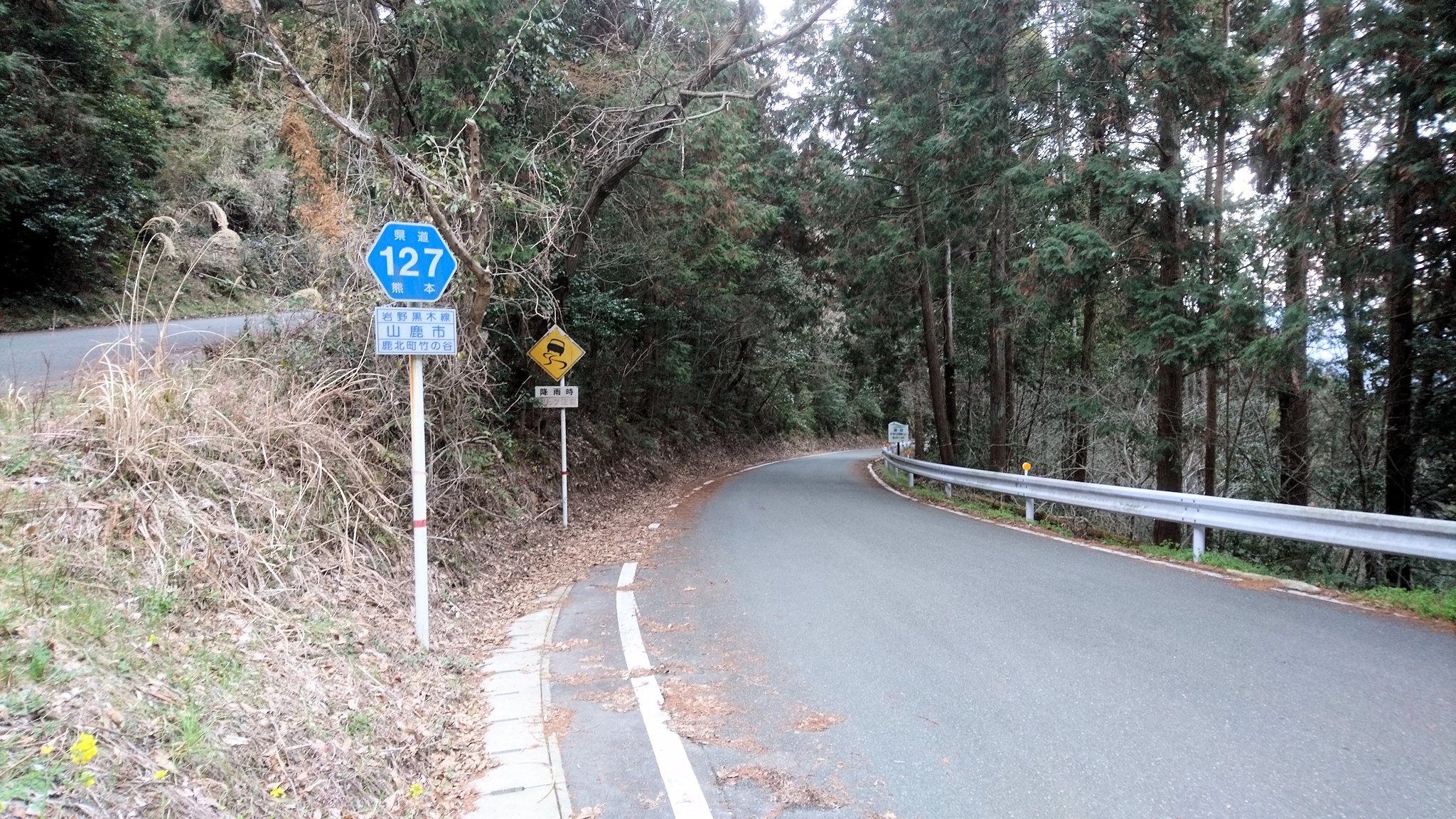
熊本県・福岡県境（陣床峠）付近

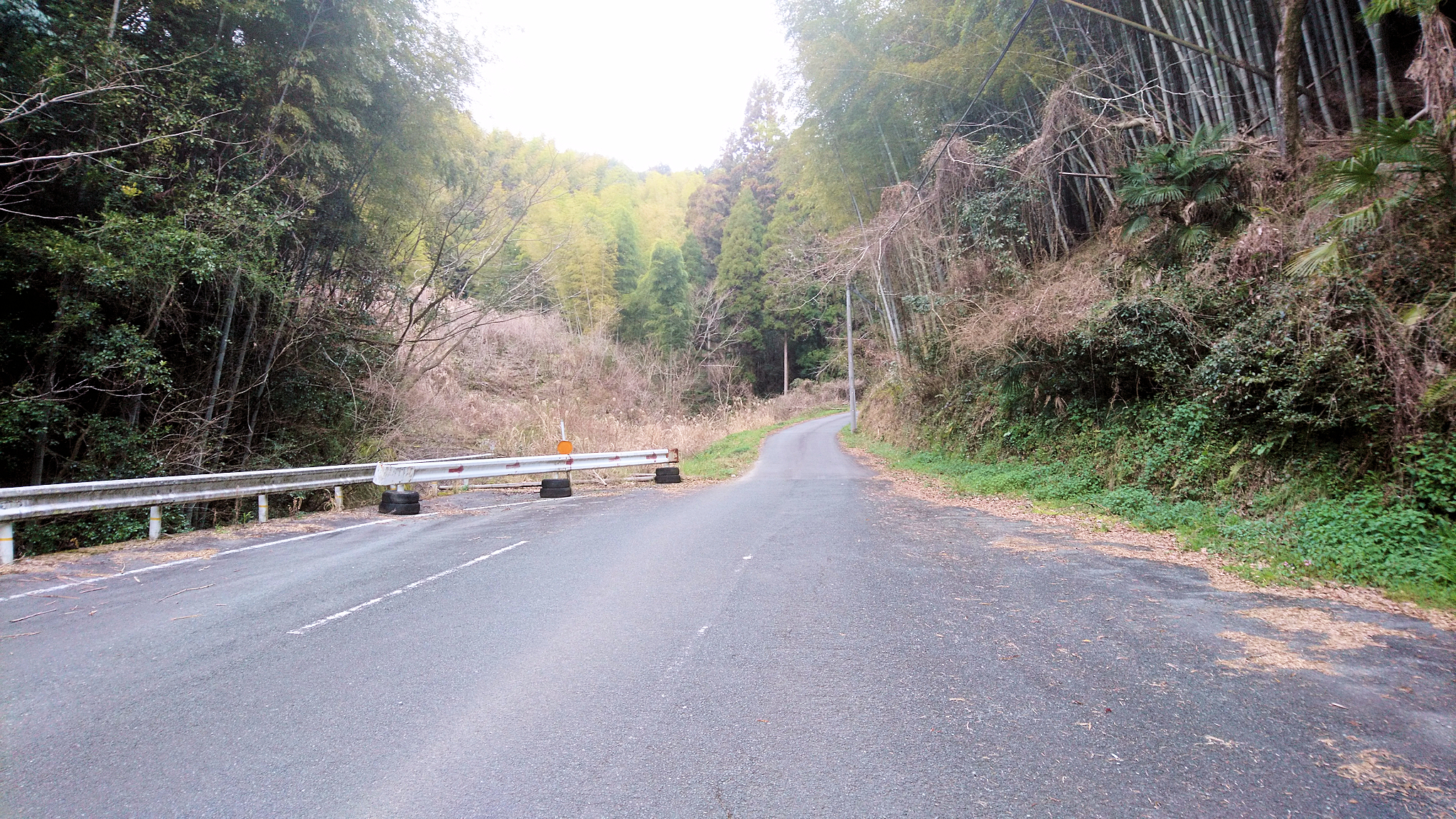
福岡県区間の未整備区間

周辺は一部で集落がある他は山に囲まれた田舎道である。

### 通過する自治体
- 熊本県
  - 山鹿市
- 福岡県
  - 八女市

### 交差する道路
| 交差する道路                                               | 都道府県名 | 市町村名 | 交差する場所 | 交差する場所      |
| ---------------------------------------------------------- | ---------- | -------- | ------------ | ----------------- |
| 福岡県道・熊本県道13号黒木鹿北線                           | 熊本県     | 山鹿市   | 鹿北町岩野   | 起点              |
| 国道442号 福岡県道・大分県道・熊本県道115号八女小国線 重複 | 福岡県     | 八女市   | 黒木町桑原   | 中籠交差点 / 終点 |

### 沿線
- グリーンピア八女
- 矢部川

### 峠
- 熊本県
  - 陣床峠（山鹿市 - 福岡県八女市）